# Satyrus olga
Satyrus olga är en fjärilsart som beskrevs av Gerhard 1882. Satyrus olga ingår i släktet Satyrus och familjen praktfjärilar. Inga underarter finns listade.